# Liste der Monuments historiques in Creuzier-le-Neuf
Die Liste der Monuments historiques in Creuzier-le-Neuf führt die Monuments historiques in der französischen Gemeinde Creuzier-le-Neuf auf.

## Liste der Objekte
| Bezeichnung | Beschreibung | Standort                      | Kennzeichnung | Schutzstatus | Datum | Bild |
| ----------- | ------------ | ----------------------------- | ------------- | ------------ | ----- | ---- |
| Taufbecken  | Stein        | in der Kirche St-Front (Lage) | PM03001726    | Inscrit      | 2004  |      |